# DSC Zagreb
Deutscher Sport Club bio je hrvatski nogometni klub iz Zagreba. 
Predstavljao je Nijemce NDH. Osnovan je u rujnu 1941.